# Karen Essex
Karen Essex (New Orleans, ...) è una giornalista, scrittrice e sceneggiatrice statunitense.

## Biografia

### Giovinezza ed educazione
Karen nacque a New Orleans, in Louisiana. Già da adolescente si interessò al teatro, e successivamente si iscrisse alla Tulane University per frequentare un corso in scenografia e storia del teatro. Si laureò qualche anno dopo alla Vanderbilt University, e nel 1999 ricevette un M.F.A. in scrittura al Goddard College in Vermont.

### Gli inizi della carriera cinematografica
Dopo il college, Karen lavorò come indossatrice in Europa per breve tempo prima di tornare negli Stati Uniti, dove cominciò a lavorare nell'industria cinematografica come disegnatrice di costumi. Con il tempo arrivò a posizioni di prestigio, diventando vicepresidentessa di una filiale della Blake Edwards Entertainment e vicepresidentessa anziana della Force Ten Productions, una compagnia di produzione attiva su entrambe le coste. Verso gli inizi degli anni novanta, dopo la nascita del suo unico figlio, Karen si ritirò dalla produzione cinematografica e decise di cominciare una carriera di scrittrice.

### La carriera nel giornalismo
Il primo racconto breve della Essex, Three Audreys, fu pubblicato su The Sun: A Magazine of Ideas. Sulla base di quella storia e della sua conoscenza della musica pop, venne ingaggiata dalla rivista L.A. Style Magazine per scrivere un articolo sui Los Lobos, che segnò l'inizio della sua carriera come giornalista in campo musicale. Nel 1991 scrisse una storia per il The L. A. Weekly, intitolata In Search of Bettie Page, che la portò a scrivere in seguito una biografia della pin-up, Bettie Page: Life of a Pin-Up Legend, con la collaborazione esclusiva della stessia Bettie Page.
Nel 1994 Karen si trasferì a Nashville, dove continuò a lavorare come giornalista e tenne laboratori di scrittura al Vanderbilt University's Women's Center. Tornò a Los Angeles nel 2000.

### I romanzi storici
Nel 1992, mentre studiava la storia delle donne, Karen scoprì che la Cleopatra storica aveva ben poco a che fare con la rappresentazione che Elizabeth Taylor ne aveva dato nell'immaginazione popolare. Pubblicò così la sua opera in due volumi, Kleopatra (2001) e Pharaoh (2002), che reimmaginavano la regina come una scaltra e diplomatica governante. La Essex fu anche avvicinata dalla Warner Bros., interessata a trasporre i due volumi per il cinema.
Nel 2004, durante una visita all'affresco dell'Ultima cena di Leonardo da Vinci, a Milano, Karen ebbe l'idea di scrivere un romanzo sulle potenti sorelle degli Este, entrambe muse dell'artista, e sulla loro rivalità nell'attirare le attenzioni sia del duca di Milano che dell'artista. I cigni di Leonardo fu pubblicato nel 2006 da Doubleday e divenne subito un best seller a livello sia nazionale che internazionale. Fu popolare specialmente in Italia, dove vinse il Premio Roma 2007 per la narrativa straniera.
Le due donne del Partenone, pubblicato da Doubleday nel 2008, racconta la storia controversa dei marmi di Elgin da due prospettive diverse, quella di Mary Nisbet, moglie di Thomas Bruce, VII conte di Elgin, che fu ambasciatore britannico a Costantinopoli nel periodo Napoleonico, e quella di Aspasia, compagnia di Pericle durante l'età d'oro di Atene.
Tutti i suoi romanzi hanno ricevuto diversi premi per le meticolose ricerche, l'attenzione ai dettagli e l'evocatività degli scenari storici.

## Opere
- Bettie Page: Life of a Pin-Up Legend, scritto in collaborazione con James L. Swanson, 1996, ISBN 978-1-57544-080-4
- Kleopatra, 2001, ISBN 978-0-446-52740-8
- Pharaoh, 2002, ISBN 978-0-446-53025-5
- I cigni di Leonardo, 2006, ISBN 88-452-5616-2
- Le due donne del Partenone, 2008, ISBN 88-452-6109-3
- Dracula in love, 2010, ISBN 978-88-452-6623-2